# Епізоди телесеріалу «Комісар Рекс» (п'ятий сезон)
| №  | Оригінальна назва      | Українська назва     | Дата показу     |
| -- | ---------------------- | -------------------- | --------------- |
| 1  | Die Todesliste         | Фатальний список     | 28 січня 1999   |
| 2  | Furchtbare Wahrheit    | Страшна правда       | 4 лютого 1999   |
| 3  | Priester in Gefahr     | Священик у небезпеці | 11 лютого 1999  |
| 4  | Der Verlierer          | Невдаха              | 18 лютого 1999  |
| 5  | Trügerische Nähe       | Оманливий зв'язок    | 25 лютого 1999  |
| 6  | Rex rächt sich         | Помста Рекса         | 4 березня 1999  |
| 7  | Blinde Wut             | Сліпа лють           | 11 березня 1999 |
| 8  | Giftgas                | Отруйний газ         | 18 березня 1999 |
| 9  | Tödliches Geheimnisse  | Смертельні секрети   | 25 березня 1999 |
| 10 | Das Testament          | Заповіт              | 1 квітня 1999   |
| 11 | Mörderisches Spielzeug | Вбивча іграшка       | 8 квітня 1999   |
| 12 | Hetzjagd               | Гарячкове полювання  | 15 квітня 1999  |
| 13 | Sisi                   | Сізі                 | 22 квітня 1999  |

## Фатальний список
Міхаеля Фукса звільняють після того, як його співробітниця Рікарда Ліммер звинувачує його в сексуальних домаганнях на робочому місці. Щоб помститися, Міхаель складає список жінок, які чимось його образили, і починає вбивати.

## Страшна правда
Під час пограбування ювелірного магазину злочинець вбиває двох продавчинь. Одну через те, що вона хотіла натиснути на червону кнопку, а іншу - через те, що вона впізнала його ...

## Священик у небезпеці
На вантажівки з медикаментами здійснений наліт, тіла убитих далекобійників знайдені у Відні. Алекс і Рекс вирушають на пошуки товару в Угорщину, де він безслідно зник. Іржі Боровец наймається водієм однієї з вантажівок, але коли він знаходить у машині тіло, то хоче відмовитися від роботи.

## Невдаха
Алекс, Бек і Рекс вирішують політати над Віднем на повітряній кулі. Під час своєї подорожі вони стають свідками пограбування банку і подальшого вбивства перехожого, який спробував затримати одного з грабіжників.

## Оманливий зв'язок
Поліція розслідує справу про вбивство одруженого чоловіка. В ході роботи з'ясовується, що у вбитого був зв'язок із одруженою жінкою. Розтин дає цікаву інформацію по справі.

## Помста Рекса
У парку знайдено тіло людини, до смерті знівеченої собакою. Однак доктор Граф повідомляє Алексу факт, який його збентежує: розтин показав, що смерть викликана укусами вовка, вимерлого понад 200 років тому.

## Отруйний газ
Безпритульний Еді Зальцер знайдений мертвим. Для того щоб розкрити цю справу, Алексу і Рексу необхідно поспілкуватися з іншими бездомними. Тим часом, доктор Граф з'ясовує, що смерть настала в результаті отруєння нервово-паралітичним газом. У поліції залишається не так багато часу, щоб розкрити вбивство.

## Заповіт
Таня Каузе отримує в спадок картину, але не знає, що справжній заповіт заховано між картинними рамами. Тим часом, поліція розслідує вбивство Франца Зерера. Чи зможуть Алекс і Рекс дістатися до розгадки таємниці старого містера Штіфта, поки ніхто більше не постраждав?

## Вбивча іграшка
Відомий письменник убитий у себе вдома за допомогою іграшкового радіокерованого вертольота. Рекс і Алекс збираються з'ясувати у видавництві, чи не було це вбивство невдалим рекламним трюком з метою проанонсувати нову книгу. Але загадкові іграшки готові до нових вбивств.

## Гарячкове полювання
Марія Штейн вбита під час пограбування супермаркету, де вона працювала продавцем. Алекс і Рекс виявляють, що в останні місяці випадки пограбувань в місті почастішали.

## Сізі
Молода жінка полюбляє перевтілюватися в імператрицю Єлизавету, Сізі, і в кареті роз'їжджати по Відню. Коли Франц, її кучер, несподівано нападає на неї, вона вбиває його, захищаючись. У паніці жінка тікає, залишивши на місці злочину своє кольє, яке пізніше знаходить Рекс.